# 关键阶段
关键阶段（英語：Key Stage）是英国公立学校系统对各年龄阶段学生知识学习预期的安排。包括如下几个阶段：
- 关键阶段0：托儿所（3-5岁），通常称为基础阶段（Foundation Stage）
- 关键阶段1：1-2年级（5-7岁）
- 关键阶段2：3-6年级（7-11岁）
- 关键阶段3：7-9年级（11-14岁）
- 关键阶段4：10-11年级（14-16岁），结束考试称为普通中等教育证书考试（General Certificate of Secondary Education，GCSE）。
- 关键阶段5（通常称为第六学级，Sixth Form）：12-13年级（16-18岁）。结束考试包括中学高级水平考试（A-Level）、中学准高级水平考试（AS-Level）、国家职业资格考试（NVQ）和HND。

国家统一课程规定在每个关键阶段各学科领域所要达到的目标。
关键阶段的概念，是在《1988年教育改革法令》中，与国家统一课程的概念一同引进的。4个主要关键阶段根据年龄划分，在每个学年开始时，将某一年龄的所有学生进行组合。关键阶段的设计，是为了适应过去100年间教育系统发展最普遍流行的结构。
关键阶段1相当于初等教育的第一个阶段，通常称为幼儿学校（infant school）。这种观念已经存在了若干时间，在1931年的哈多报告（Hadow report）中，认为早在1870年，这已经是“不言自明的”的了。
关键阶段2相当于初等教育的后面一个阶段，通常称为小学。根据哈多爵士（William Henry Hadow）的描述，这一阶段结束时，要求学生参加11岁考试。
中等教育包括关键阶段3和关键阶段4，其分界线是14岁考试，即在14岁进行的普通中等教育证书考试，考查过去2年间的考试课程。
对于关键阶段0和关键阶段5，并未进行法律规定，只不过用于使得关键阶段可以拥有一个完整的界定。